# Baleyssagues
Baleyssagues ist eine Gemeinde im Südwesten Frankreichs und liegt im Département Lot-et-Garonne in der Region Nouvelle-Aquitaine (bis 2016: Aquitanien). 
Die Bewohner werden Baleyssaguais genannt.

## Geographie
Baleyssagues liegt in der Guyenne im Weinbaugebiet Côtes de Duras im Westen von Duras. Die Gemeinde grenzt an das Département Gironde und wird von den Orten Riquets, Ramiére, Grave, Mirathe sowie Fontmorin gebildet. 
Baleyssagues grenzt an fünf andere Gemeinden, wovon zwei im Département Gironde liegen.
|                                 | Esclottes                                   |       |
| Sainte-Colombe-de-Duras         | Kompassrose, die auf Nachbargemeinden zeigt | Duras |
| Dieulivol (Département Gironde) | Cours-de-Monségur (Département Gironde)     |       |

## Toponymie
In der gaskognischen Sprache lautet der Gemeindename Balaiçagas.

## Geschichte
Zwischen 1841 und 1852 war Baleyssagues mit dem angrenzenden Saint-Colombe-de-Duras fusioniert.

## Demographie
Die Bevölkerungsentwicklung in Baleyssagues wird seit 1793 dokumentiert. Mit Ausnahme von 2006 wurden jährlich Statistiken durch die Insee veröffentlicht.
2015 zählte die Gemeinde 174 Einwohner, was ein Rückgang von 4,4 % gegenüber 2010 bedeutet. 
| Jahr      | 1793 | 1800 | 1846 | 1876 | 1901 | 1946 | 1975 | 1999 | 2005 | 2010 | 2018 |
| --------- | ---- | ---- | ---- | ---- | ---- | ---- | ---- | ---- | ---- | ---- | ---- |
| Einwohner | 660  | 560  | 907  | 426  | 347  | 309  | 182  | 176  | 191  | 182  | 179  |

## Sehenswürdigkeiten
- Jardin de Boissonna; privater Garten, welcher vornehmlich aus einem Rosengarten besteht

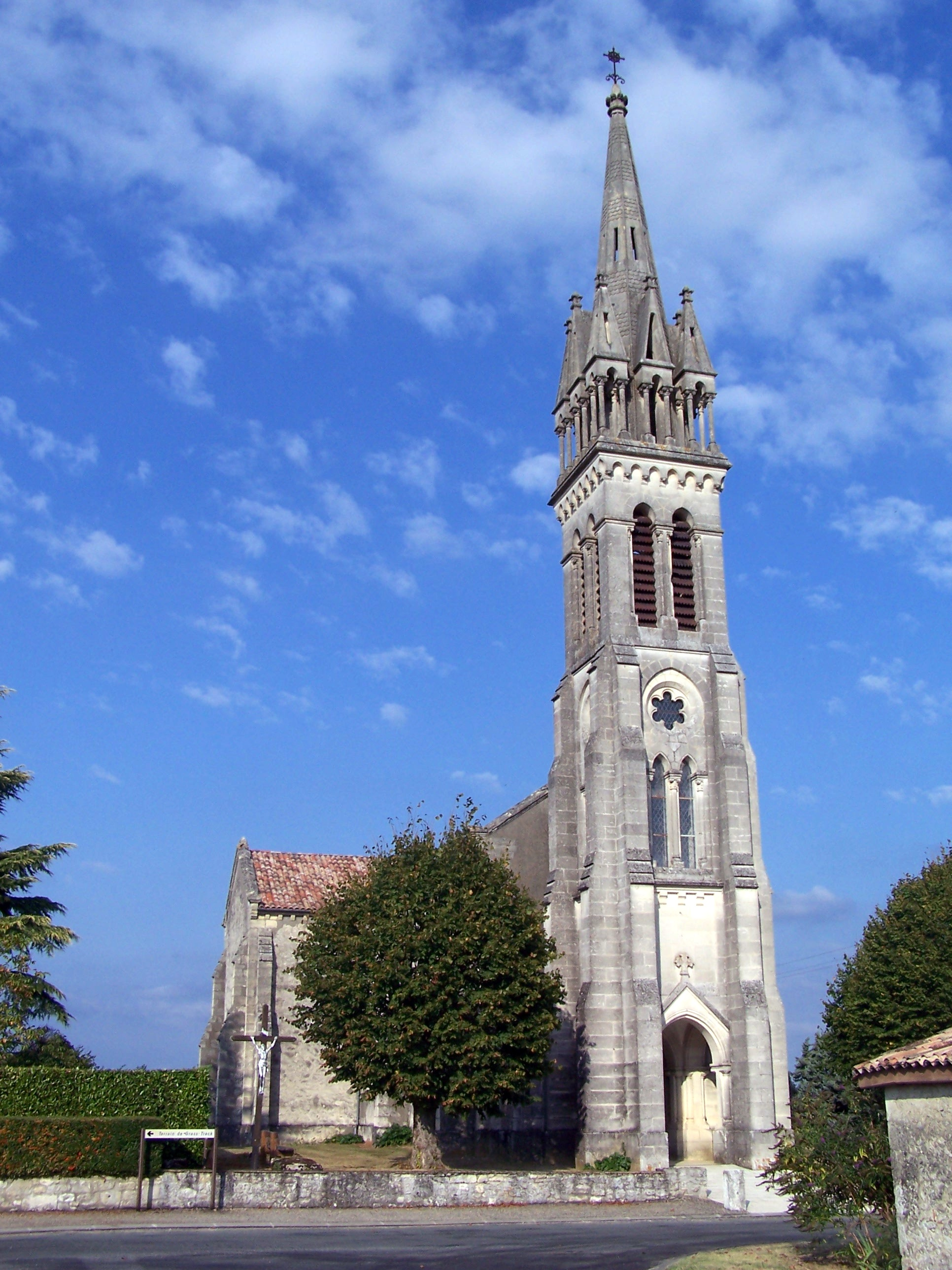
Die Kirche Notre-Dame (September 2012)
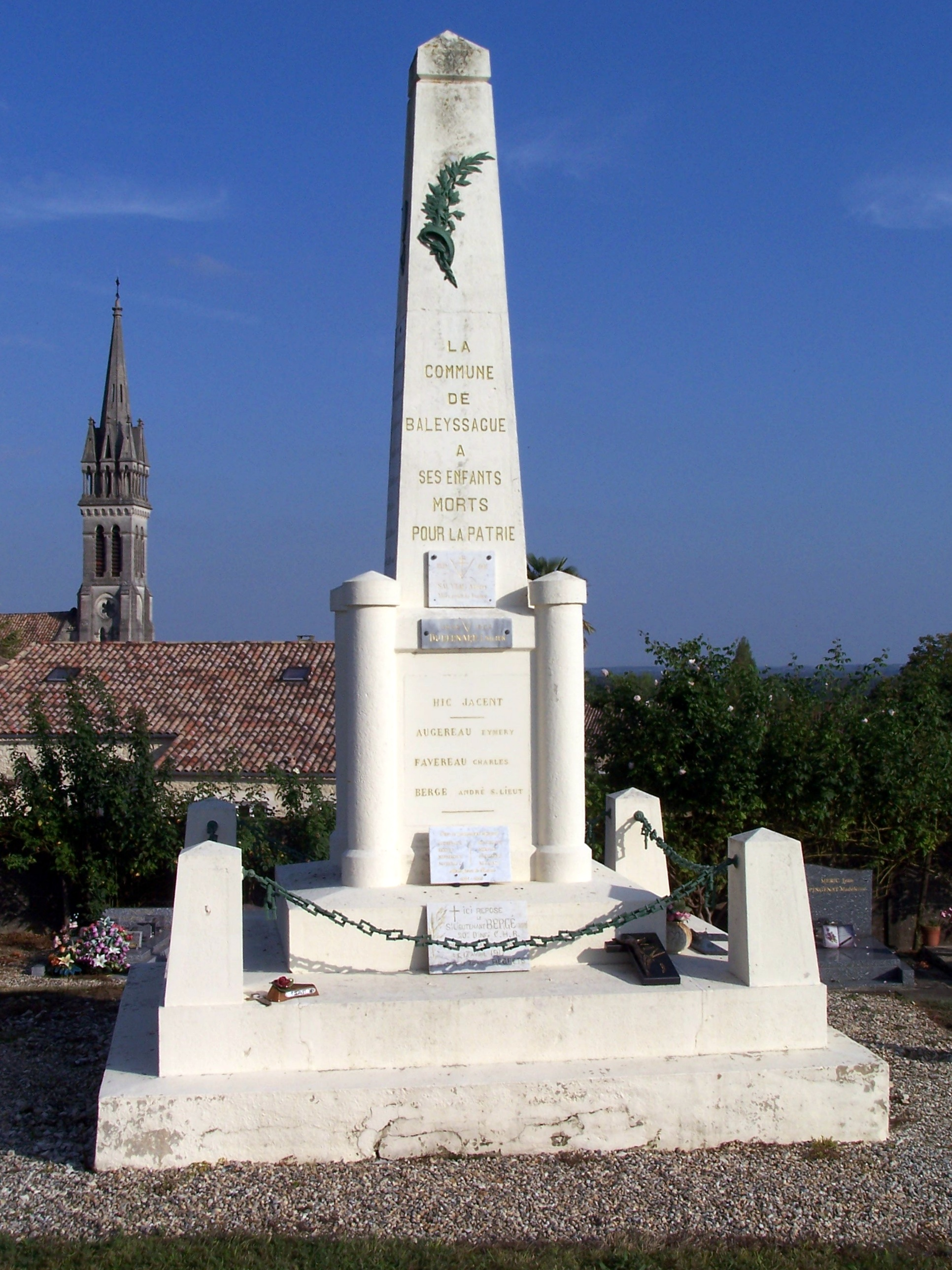
Monument für die Toten (September 2012)